# Беккер, Руперт
Руперт Беккер (нем. Ruppert Becker; 1 декабря 1830, Шнеберг — 22 декабря 1920, Дрезден) — немецкий скрипач.
Сын Эрнста Адольфа Беккера, юриста и музыканта-любителя, друга Роберта Шумана. С 1845 г. учился в Лейпцигской консерватории у Фердинанда Давида (скрипка) и Морица Гауптмана (теория), с 1848 г. играл в Оркестре Гевандхауса.
В 1852—1854 гг. по приглашению Шумана занимал пост концертмейстера в Дюссельдорфском придворном оркестре, выступал также как первая скрипка струнного квартета. Шуман написал его отцу письмо с высокой оценкой таланта Руперта. Благодаря Шуману сблизился также с Иоганнесом Брамсом и Йозефом Иоахимом, музицировал с ними приватным образом.
В 1854—1874 гг. работал во Франкфурте-на-Майне как скрипач городской оперы и педагог (среди его учеников, в частности, Адольф Розенбекер). Некоторое время играл вторую скрипку в квартете Гуго Хеермана. С 1894 г. жил в Дрездене, несколько лет занимал пост концертмейстера в оркестре Моцартовского общества, основанном Алоисом Шмиттом и Эрнстом Левицким.